# Högakullesjön
Högakullesjön är en sjö i Gislaveds kommun i Småland och ingår i Nissans huvudavrinningsområde. Sjön har en area på 0,108 kvadratkilometer och ligger 159,1 meter över havet. Sjön avvattnas av vattendraget Kvarnbäcken.

## Delavrinningsområde
Högakullesjön ingår i det delavrinningsområde (634229-135092) som SMHI kallar för Mynnar i Österån. Avrinningsområdets medelhöjd är 161 meter över havet och ytan är 8,46 kvadratkilometer. Det finns inga delavrinningsområden uppströms utan avrinningsområdet är högsta punkten. Kvarnbäcken som avvattnar avrinningsområdet har biflödesordning 4, vilket innebär att vattnet flödar genom totalt 4 vattendrag innan det når havet efter 81 kilometer. Delavrinningsområdet består mestadels av skog (68 procent) och jordbruk (12 procent). Avrinningsområdet har 0,87 kvadratkilometer vattenytor vilket ger det en sjöprocent på 10,3 procent.